# Phrikios

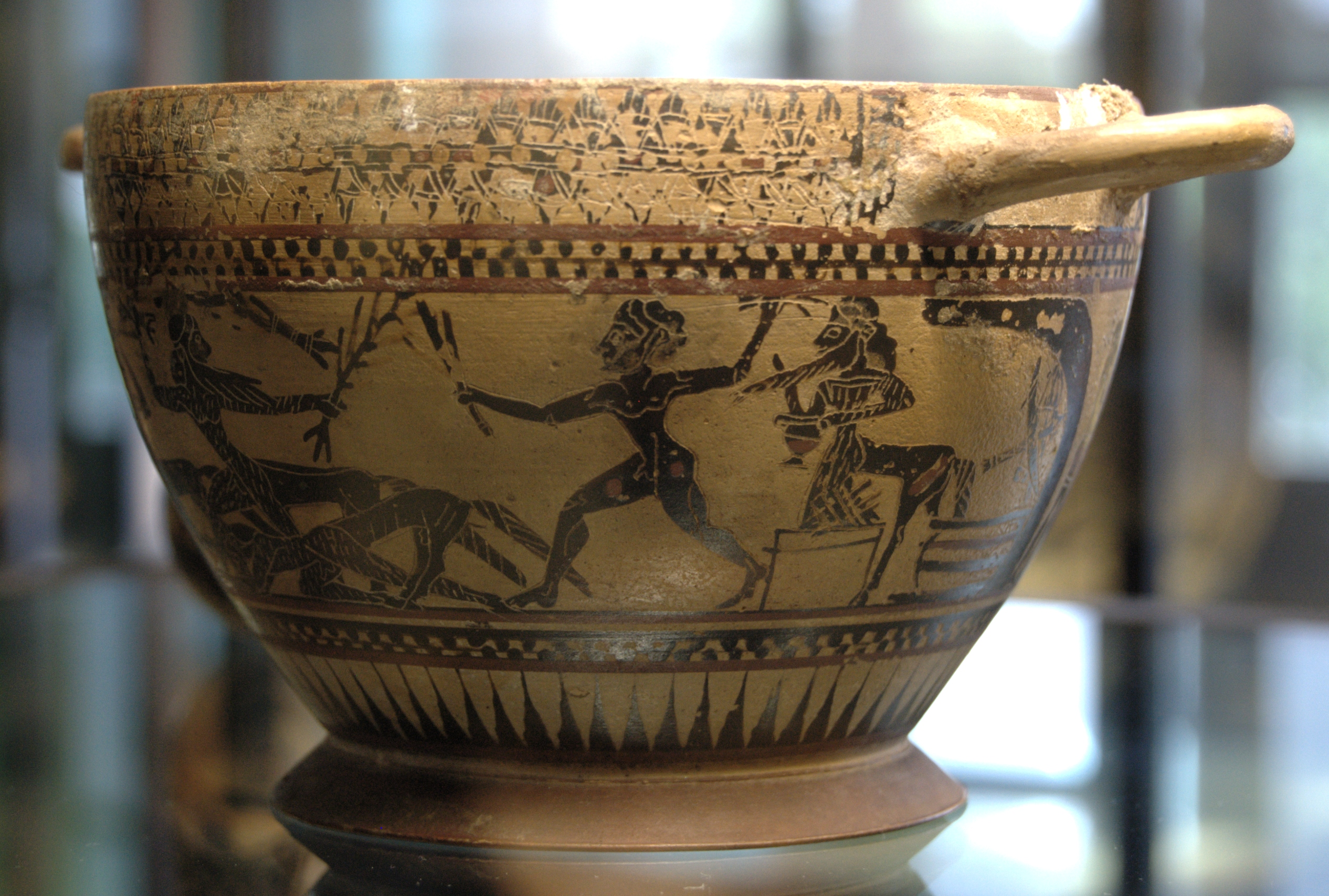
Skyphos um 580 v. Chr.: Der Angriff der Kentauren (links) bricht an Herakles (Mitte) zusammen, einige liegen schon am Boden.

Phrikios ist in der griechischen Mythologie ein Kentaur, der von Herakles getötet wird. Einzige Quelle ist Stephanos von Byzanz, Ethnica, s. v. Φρίκιοn, Phríkion.

## Name
Der Name kommt vom griechischen Φρίκιος, Phríkios, lateinisch und deutsch auch Phrícius. Die Bedeutung lässt sich von φρίξ, phríx, Schauer, Rauheit ableiten, noch besser von φρικτός, phriktós, schauderhaft, schrecklich, was mit dem Suffix „ios“ zum Namen mutieren kann. Damit wäre der Kentaur der Schreckliche oder Furchteinflößende, ein durchaus passender Kentaurenname, gehört er doch zu den „Namen, die sich auf den wilden, rohen Charakter der Kentauren beziehen“. Roscher will ihn mit dem Kentauren Phrixos identifizieren.

## Mythos
Der Mythos gehört zum elisch-arkadischen Sagenkreis der herakleischen Kentaurenkämpfe. In der Kentauromachie kämpft er nicht mit. Herakles tötet während der Erledigung seiner Arbeiten viele Kentauren, dabei vermutlich auch den Phrikios. Sein Name wird zusätzlich mit einem Berg ähnlichen Namens in Verbindung gebracht: „Phrikion, der Berg oberhalb der Thermopylen ... ist aber benannt worden nach dem Kentauren Phrikios, den Herakles tötete.“ Obwohl er durch diesen Bezug aus der Masse herausgehoben wird, bleibt er doch nur ein unbedeutender Kentaur ohne Profil und Handlung. 